# Caco Ishak
Caco Ishak (Goiânia, 27 de maio de 1981) é um poeta e escritor brasileiro.

## Carreira
Criado em Belém do Pará, onde viveu boa parte de sua vida, Ishak já colaborou com diversos sites e revistas impressas como Le Monde Diplomatique, Rolling Stone, Blog do Instituto Moreira Salles, Modo de Usar & Co., Poesia Sempre, Paralelos, Cronópios, Suplemento Pernambuco, entre outros, além de ter textos publicados em projetos quais Blooks: Letras na Rede, Poesia Agora, Ruído e Literatura, Na Tábua, Orquestra Literária, Estrago e Paginário.
Publicou, em abril de 2015, após duas compilações de poesia, seu romance de estreia, Eu, cowboy.
Lançou Culpa em 2021, seus contos reunidos.
Seus textos foram traduzidos e publicados em antologias e sites no México (traduções de Juan Pablo Villalobos e Luis Macias), Alemanha (tradução de Márcia Huber e Burkhard Sieber) e Portugal.
Tornou-se Mestre em Epistemologia da Comunicação pela ECA/USP, em 2012, sob orientação de Eugênio Bucci. Vem publicando seus artigos no sutor.

## Obras
- Dos versos fandangos ou a má reputação de um estulto em polvorosa (Ed. 7Letras, 2006, poesia)
- Não precisa dizer eu também (Ed. 7Letras, 2013, poesia)
- Eu, cowboy (Ed. Oito e Meio, 2015, romance)
- Culpa (Ed. de Autor, 2021, contos)

## Antologias (poesia)
- Poesia Sempre (Biblioteca Nacional, 2005), org. Luciano Trigo
- Estados em Poesia (Ed. de Autor, 2016), org. Maria Rezende e Fernando Ramos
- Naquela Língua (Portugal, Ed. Elsinore, 2017), org. Francisco José Viegas
- Hiperconexões: Realidade Expandida (Ed. Patuá, 2017), org. Nelson de Oliveira

## Antologias (conto)
- Tudo o que não foi (Ed. Carlini & Caniato, 2014), org. Deborah Kietzmann Goldemberg
- Vou te contar (Ed. Rocco, 2015), org. Celina Portocarrero
- GOLPE: antologia-manifesto (Ed. Punks Pôneis, 2016), org. Carla Kinzo, Ana Rüsche, Lilian Aquino e Stefanni Marion
- Nosotros: 20 contos latino-americanos (Ed. Oito e Meio, 2017), org. Katia Gerlach
- Amores em quarentena (Ed. Monomito, 2020), org. Marcelo Damaso
- Na Tábua (Ed. Lote 42, 2023), org. Paulo Scott
- Bonde cuspindo gente (Ed. Patuá, 2023), org. Caco Ishak

## Antologias (crônica)
- Ficcionais – Vol. II (Ed. Cepe, 2016), org. Schneider Carpeggiani e Carol Almeida